# Benneckenstein
Benneckenstein (Harz) är en ortsteil i staden Oberharz am Brocken i Landkreis Harz i förbundslandet Sachsen-Anhalt i Tyskland. Benneckenstein (Harz) var en stadfram till den 1 januari 2010 när den uppgick i Oberharz am Brocken. Staden Benneckenstein (Harz) hade 2 159 invånare 2009.